# Schloss Leutershausen
Das Schloss Leutershausen ist eine ehemalige Stadtburg der Burggrafen von Nürnberg in der Nordostecke der Altstadt von Leutershausen im mittelfränkischen Landkreis Ansbach in Bayern. Das Schloss ist unter dem Aktenzeichen D-5-71-174-55 als Baudenkmal und unter dem Aktenzeichen D-5-6628-0110 als Bodendenkmal in die Bayerische Denkmalliste eingetragen.

## Geschichte
Im Jahr 1318 wurde Leutershausen erstmals als Stadt erwähnt, als es von den Burggrafen von Nürnberg den Grafen von Truhendingen abgekauft wurde. 1319 wandelte König Ludwig der Bayer das bis dahin herzoglich-bairische Lehen in ein Reichslehen um und belehnt damit den Burggrafen. Als dessen Ministeriale saßen ab der ersten Hälfte des 14. Jahrhunderts die Schenken von Leutershausen auf der Burg. Die Burg wurde erstmals 1361/64 ausdrücklich erwähnt. 1398 wurde Siegmund von Seckendorff vom Burggrafen mit der Burg belehnt. Den Seckendorff gehörte die Burg bis 1528, als sie Christoph von Seckendorff seinem Schwager Endres Fuchs von Bimbach, Statthalter zu Neuburg, verkaufte. 1594 veräußerten dessen Erben die Burg an den Markgrafen von Ansbach. 1624 ließ Markgraf Joachim Ernst den heutigen Bau errichten. Dieser diente aber nicht zu Wohnzwecken, sondern als Getreidekasten, Registratur der Vogteiakten und Gericht. 
Von 1809 bis 1880 wurde der Bau als Landgericht genutzt, weshalb er auch als Altes Landgericht bezeichnet wird. 1885 wurde ein Schulzimmer und eine Lehrerwohnung eingerichtet. Seit 1902 ist die Stadt Eigentümerin. Von 1937 bis 1945 diente der Bau als Lager des weiblichen Reichsarbeitsdienstes. Nach dem Weltkrieg wurde er bis 1953 als Notunterkunft für Flüchtlinge und Obdachlose eingesetzt. Ab den 1980er Jahren verwendete man ihn für öffentliche Einrichtungen, wie einen Modellauto-Rennbahn-Verein und das Heimatmuseum. Ab 1987 wurde er für das Gustav Weisskopf Museum Pioniere der Lüfte genutzt und von 2019 bis 2023 für die Museumszwecke umgebaut.

## Beschreibung
Die Gestalt der mittelalterlichen Burg ist unbekannt. Das Speichergebäude von 1624 besteht aus einem mächtigen, viergeschossigen Satteldachbau aus verputztem Bruchsteinmauerwerk. Auf den massiven Baukörper ist ein dreigeschossiger Giebel aus Fachwerk gesetzt. Auf der Nordseite ist ein runder Treppenturm angefügt. Auf der Giebelsüdseite springt ein Ladeerker hervor.